# كيفن بروفي
كيفن بروفي (بالإنجليزية: Kevin Brophy)‏ هو ممثل أمريكي، ولد في 1 نوفمبر 1953 في مدينة سولت ليك في الولايات المتحدة.

## وصلات خارجية
- كيفن بروفي على موقع IMDb (الإنجليزية)
- كيفن بروفي على موقع أول موفي (الإنجليزية)
- كيفن بروفي على موقع قاعدة بيانات الفيلم (الإنجليزية)